# Anders Østergaard (rektor)
 Der er flere personer med dette navn, se Anders  Østergaard.
Anders Østergaard (født 6. juli 1911 i Bredal, død 12. oktober 2006) var en dansk rektor.
Han blev i 1934 cand.mag. i kemi, fysik og matematik og blev to år senere lærer ved Akademisk Kursus. Senere blev han adjunkt og lektor ved Helsingør Gymnasium og fra 1961 til 1981 rektor ved det da nystartede Ballerup Gymnasium. Han udgav sideløbende en række lærebøger i kemi.
Han var medlem af Helsingør byråd for Venstre fra 1958 til 1962 og var Ridder af 1. grad af Dannebrogordenen.